# مؤسسه فرانسیس کریک
مؤسسه فرانسیس کریک (انگلیسی: Francis Crick Institute) یک مرکز تحقیقاتی در حوزه زیست‌شناسی است که در سال ۲۰۱۶ میلادی در لندن افتتاح شد.